# MetroCard
La MetroCard est le titre de transport de la ville de New York, permettant de circuler dans le métro, dans les différentes lignes de bus de la ville, le réseau de bus de Long Island, le système PATH, ainsi que le réseau de bus du comté de Westchester à partir de l'automne 2006. Cette carte, qui s'apparente à une carte à pistes magnétiques classique, peut être rechargée électroniquement. Elle fut introduite à la fois dans une optique de modernisation des transports publics new-yorkais mais aussi dans le but de réduire, voire d'éliminer, les inconvénients de l'ancien système de jetons, et précisément leur collecte et leur transport. L'usage de jetons fut officiellement suspendu par la Metropolitan Transportation Authority (MTA) en mai 2003 pour les métros, et le 31 décembre 2003 pour les bus. La MetroCard est gérée par une instance de la MTA connue sous le nom de MetroCard Operations, et manufacturée par la société Cubic Corporation. En 2023, la MTA annonce que la MetroCard sera remplacé par un nouveau système appelé OMNY.

## Prix de la MetroCard
Différents tarifs sont proposés en fonction de la durée de validité de la MetroCard, ainsi que l'âge de l'usager :
- trajet unique : 2,75 $ par Metrocard, 3 $ par ticket plein tarif, 1,50 $ tarif réduit ;
- pass une semaine : 33 $ plein tarif, 16,5 $ tarif réduit ;
- pass 30 jours : 112 $ plein tarif, 56 $ tarif réduit.

Le tarif réduit est accessible grâce à une Metrocard spéciale, réservée aux personnes âgées d'au moins 65 ans et aux titulaires de la carte Medicare.
Les enfants de moins de 1,10 m voyagent gratuitement avec un adulte plein tarif.
L'abonnement acheté démarre le jour de sa première utilisation pour se finir au bout de 7 jours ou 30 jours dans le cas du dernier pass. Les abonnements de 30 jours qui commencent à la moitié du mois ne se terminent donc pas en fin de mois.

## Utilisation
La MetroCard doit être présenté au portillon d'accès côté jaune visible de l'utilisateur, la bande magnétique vers le bas et la faire glisser dans le faisceau du lecteur électronique (ni trop rapidement, ni trop lentement) et attendre qu'apparaisse le signal « go » pour pouvoir passer. Il est possible de la partager jusqu'à quatre personnes (uniquement pour un trajet unique). Une MetroCard illimitée ne peut être utilisée plusieurs fois durant 18 minutes à la même station afin d'éviter la fraude et la « vente » de passages ; elle ne permet pas non plus une utilisation sur le réseau PATH (sauf en illimité depuis début 2013, ).
Dans le bus, il faut simplement insérer la carte dans le lecteur.